# Hr.Ms. Potvis (1965)
Hr.Ms. Potvis (S804) was een Nederlandse onderzeeboot van de Potvisklasse, vernoemd naar het zeezoogdier de Potvis.
Het schip werd gebouwd door Schiedamse scheepswerf Wilton-Fijenoord. In 1970 onderging de Potvis het zogenaamde vierde-traps-onderhoud. Op 15 juli 1994 werd de Potvis voor 85.555 gulden verkocht voor de sloop aan Edcoma in Wilnis.